# AFC Champions League 2011
AFC Champions League 2011 là phiên bản thứ 30 của giải bóng đá cấp câu lạc bộ cao nhất châu Á được tổ chức bởi Liên đoàn bóng đá châu Á (AFC), và lần thứ 9 với tên gọi AFC Champions League. Đội vô địch, Al-Sadd, tham dự Giải vô địch bóng đá thế giới các câu lạc bộ 2011 tại Nhật Bản.

## Phân bổ đội của các hiệp hội
Đông Á
- Lọt vào vòng bảng:  Australia,  Trung Quốc,  Indonesia,  Nhật Bản,  Hàn Quốc
- Có thể lọt vào vòng bảng:  Malaysia,  Myanmar,   Thái Lan
- Không bốc thăm:  Singapore[1]
- Bị loại:  Việt Nam[2]

Tây Á
- Lọt vào vòng bảng:  Iran,  Qatar,  Saudi Arabia,  UAE,  Uzbekistan
- Có thể lọt vào vòng bảng:  Iraq,  Jordan,  Oman,  Pakistan,  Palestine,  Tajikistan,  Yemen,  Ấn Độ

Chú thích: Singapore, Thái Lan, Việt Nam và Ấn Độ có câu lạc bộ phải dự vòng loại để lọt vào vòng bảng ACL tại 2010.

### Phân bổ
Việc phân bổ suất dự ACL 2011 vẫn giữ nguyên như hai mùa trước, ngoại trừ Việt Nam đã bị loại và vị trí đá vòng loại trước đó của họ đã được trao cho Qatar.

| Hiệp hội Thành viên | Câu lạc bộ | Suất dự   | Suất dự   | Suất dự |
| Hiệp hội Thành viên | Câu lạc bộ | Vòng bảng | Vòng loại | AFC Cup |
| ------------------- | ---------- | --------- | --------- | ------- |
| Ả Rập Xê Út         | 14         | 4         | 0         | 0       |
| Iran                | 18         | 4         | 0         | 0       |
| UAE                 | 12         | 3         | 1         | 0       |
| Qatar               | 12         | 2         | 1         | 0       |
| Uzbekistan          | 14         | 2         | 0         | 2       |
| Ấn Độ               | 14         | 0         | 1         | 1       |
| Iraq                | 36         | 0         | 0         | 3       |
| Jordan              | 12         | 0         | 0         | 2       |
| Oman                | 12         | 0         | 0         | 2       |
| Yemen               | 14         | 0         | 0         | 2       |
| Pakistan            | 16         | 0         | 0         | 0       |
| Palestine           | 22         | 0         | 0         | 0       |
| Tajikistan          | 10         | 0         | 0         | 0       |

|  | Meet the criteria        |
|  | Do not meet the criteria |

| Hiệp hội Thành viên | Câu lạc bộ | Suất dự   | Suất dự   | Suất dự |
| Hiệp hội Thành viên | Câu lạc bộ | Vòng bảng | Vòng loại | AFC Cup |
| ------------------- | ---------- | --------- | --------- | ------- |
| Nhật Bản            | 18         | 4         | 0         | 0       |
| Hàn Quốc            | 15*        | 4         | 0         | 0       |
| Trung Quốc          | 16         | 4         | 0         | 0       |
| Australia           | 9+1**      | 2         | 0         | 0       |
| Indonesia           | 18         | 1         | 1         | 1       |
| Thái Lan            | 18         | 0         | 1         | 1       |
| Việt Nam            | 14         | 0         | 0         | 2       |
| Singapore           | 12         | 0         | 0         | 1       |
| Malaysia            | 14         | 0         | 0         | 0       |
| Myanmar             | 12         | 0         | 0         | 0       |

Các đội vào đến chung kết AFC Cup 2010 cũng được dự vòng loại, nếu giải vô địch quốc nội của họ đạt chuẩn Champions League.

## Các đội tham dự
Chú thích:
- TH: Đương kim vô địch
- AC: Đội vô địch AFC Cup
- AC 2nd: Á quân AFC Cup
- 1st, 2nd, 3rd,...: Vị trí tại giải quốc nội
- CW: Đội vô địch cúp quốc gia

| Tây Á                | Tây Á                       | Tây Á                        | Tây Á                   |
| -------------------- | --------------------------- | ---------------------------- | ----------------------- |
| Sepahan (1st)        | Al-Hilal (1st)              | Al-Wahda (1st)               | Al-Rayyan (CW)          |
| Persepolis (CW)      | Al-Ittihad Jeddah (2nd, CW) | Emirates (CW)                | Bunyodkor (1st, CW)     |
| Zob Ahan (2nd)       | Al-Nassr (3rd)              | Al-Jazira (2nd)              | Pakhtakor (2nd)         |
| Esteghlal (3rd)      | Al-Shabab (4th)             | Al-Gharafa (1st)             |                         |
| Đông Á               |                             |                              |                         |
| Nagoya Grampus (1st) | Sơn Đông Lỗ Năng (1st)      | FC Seoul (1st)               | Sydney FC (1st, CW)     |
| Kashima Antlers (CW) | Thiên Tân Teda (2nd)        | Suwon Samsung Bluewings (CW) | Melbourne Victory (2nd) |
| Gamba Osaka (2nd)    | Thân Hoa Thượng Hải (3rd)   | Jeju United (2nd)            | Arema (1st)             |
| Cerezo Osaka (3rd)   | Hàng Châu Lục Thành (4th)   | Jeonbuk Hyundai Motors (3rd) |                         |

| Tây Á          | Tây Á                   |
| -------------- | ----------------------- |
| Al-IttihadAC   | Al-Sadd (2nd)           |
| Al-Ain (3rd)   | Dempo (1st)             |
| Đông Á         |                         |
| Sriwijaya (CW) | Muangthong United (1st) |

## Vòng loại
Lễ bốc thăm vòng loại diễn ra tại Kuala Lumpur, Malaysia vào ngày 7 tháng 12 năm 2010. Để tạo sự cân bằng, một lễ bốc thăm khác đã được tổ chức, chuyển Al-Ain từ Tây sang Đông để đá vòng loại.
Hai đội thắng vòng loại (một từ Tây Á và một từ Đông Á) lọt vào vòng bảng. Tất cả các đội thua vòng loại tham dự vòng bảng AFC Cup 2011.

### Tây Á
| Đội 1     | Tỉ số   | Đội 2      |
| Bán kết   | Bán kết | Bán kết    |
| --------- | ------- | ---------- |
| Al-Sadd   | 5–1     | Al-Ittihad |
| Chung kết |         |            |
| Al-Sadd   | 2–0     | Dempo      |

### Đông Á
| Đội 1     | Tỉ số            | Đội 2             |
| Bán kết   | Bán kết          | Bán kết           |
| --------- | ---------------- | ----------------- |
| Sriwijaya | 2–2 (h.p.)(7–6p) | Muangthong United |
| Chung kết |                  |                   |
| Sriwijaya | 0–4              | Al-Ain            |

## Vòng bảng
Lễ bốc thăm vòng bảng diễn ra tại Kuala Lumpur, Malaysia vào ngày 7 tháng 12 năm 2010. Các câu lạc bộ cùng quốc gia không được xếp vào cùng bảng với nhau. Các đội nhất và nhì bảng lọt vào vòng đấu loại trực tiếp.

### Bảng A
| VT | Đội        | ST | T | H | B | BT | BB | HS  | Đ  | Giành quyền tham dự |     | SEP | HIL | GHA | JAZ |
| -- | ---------- | -- | - | - | - | -- | -- | --- | -- | ------------------- | --- | --- | --- | --- | --- |
| 1  | Sepahan    | 6  | 4 | 1 | 1 | 14 | 5  | +9  | 13 | Vòng 16 đội         |     |     | 1–1 | 2–0 | 5–1 |
| 2  | Al-Hilal   | 6  | 4 | 1 | 1 | 11 | 6  | +5  | 13 | Vòng 16 đội         |     | 1–2 |     | 2–0 | 3–1 |
| 3  | Al-Gharafa | 6  | 2 | 1 | 3 | 6  | 7  | −1  | 7  |                     |     | 1–0 | 0–1 |     | 5–2 |
| 4  | Al-Jazira  | 6  | 0 | 1 | 5 | 7  | 20 | −13 | 1  |                     | 1–4 | 2–3 | 0–0 |     |     |

1. 1 2  Điểm đối đầu: Sepahan 4, Al-Hilal 1.

### Bảng B
| VT | Đội       | ST | T | H | B | BT | BB | HS | Đ  | Giành quyền tham dự |     | SAD | NAS | EST | PAK |
| -- | --------- | -- | - | - | - | -- | -- | -- | -- | ------------------- | --- | --- | --- | --- | --- |
| 1  | Al-Sadd   | 6  | 2 | 4 | 0 | 8  | 6  | +2 | 10 | Vòng 16 đội         |     |     | 1–0 | 2–2 | 2–1 |
| 2  | Al-Nassr  | 6  | 2 | 2 | 2 | 10 | 7  | +3 | 8  | Vòng 16 đội         |     | 1–1 |     | 2–1 | 4–0 |
| 3  | Esteghlal | 6  | 2 | 2 | 2 | 11 | 10 | +1 | 8  |                     |     | 1–1 | 2–1 |     | 4–2 |
| 4  | Pakhtakor | 6  | 1 | 2 | 3 | 8  | 14 | −6 | 5  |                     | 1–1 | 2–2 | 2–1 |     |     |

1. 1 2  Bằng điểm đối đầu (3). Hiệu số bàn thắng trong tất cả các trận đấu bảng: Al-Nassr +3, Esteghlal +1.

### Bảng C
| VT | Đội               | ST | T | H | B | BT | BB | HS | Đ  | Giành quyền tham dự |     | ITT | BUN | WAH | PER |
| -- | ----------------- | -- | - | - | - | -- | -- | -- | -- | ------------------- | --- | --- | --- | --- | --- |
| 1  | Al-Ittihad Jeddah | 6  | 3 | 2 | 1 | 10 | 5  | +5 | 11 | Vòng 16 đội         |     |     | 1–1 | 0–0 | 3–1 |
| 2  | Bunyodkor         | 6  | 2 | 3 | 1 | 8  | 6  | +2 | 9  | Vòng 16 đội         |     | 0–1 |     | 3–2 | 0–0 |
| 3  | Al-Wahda          | 6  | 1 | 3 | 2 | 6  | 8  | −2 | 6  |                     |     | 0–3 | 1–1 |     | 2–0 |
| 4  | Persepolis        | 6  | 1 | 2 | 3 | 6  | 11 | −5 | 5  |                     | 3–2 | 1–3 | 1–1 |     |     |

### Bảng D
| VT | Đội       | ST | T | H | B | BT | BB | HS | Đ  | Giành quyền tham dự |     | ZOB | SHA | EMI | RAY |
| -- | --------- | -- | - | - | - | -- | -- | -- | -- | ------------------- | --- | --- | --- | --- | --- |
| 1  | Zob Ahan  | 6  | 4 | 1 | 1 | 7  | 3  | +4 | 13 | Vòng 16 đội         |     |     | 0–1 | 2–1 | 1–0 |
| 2  | Al-Shabab | 6  | 3 | 2 | 1 | 8  | 4  | +4 | 11 | Vòng 16 đội         |     | 0–0 |     | 4–1 | 1–0 |
| 3  | Emirates  | 6  | 2 | 0 | 4 | 6  | 10 | −4 | 6  |                     |     | 0–1 | 2–1 |     | 2–0 |
| 4  | Al-Rayyan | 6  | 1 | 1 | 4 | 4  | 8  | −4 | 4  |                     | 1–3 | 1–1 | 2–0 |     |     |

### Bảng E
| VT | Đội               | ST | T | H | B | BT | BB | HS | Đ  | Giành quyền tham dự |     | GAM | TIA | JEJ | MEL |
| -- | ----------------- | -- | - | - | - | -- | -- | -- | -- | ------------------- | --- | --- | --- | --- | --- |
| 1  | Gamba Osaka       | 6  | 3 | 1 | 2 | 13 | 7  | +6 | 10 | Vòng 16 đội         |     |     | 2–0 | 3–1 | 5–1 |
| 2  | Thiên Tân Teda    | 6  | 3 | 1 | 2 | 8  | 6  | +2 | 10 | Vòng 16 đội         |     | 2–1 |     | 3–0 | 1–1 |
| 3  | Jeju United       | 6  | 2 | 1 | 3 | 6  | 10 | −4 | 7  |                     |     | 2–1 | 0–1 |     | 1–1 |
| 4  | Melbourne Victory | 6  | 1 | 3 | 2 | 7  | 11 | −4 | 6  |                     | 1–1 | 2–1 | 1–2 |     |     |

1. 1 2  Bằng điểm đối đầu (3). Hiệu số bàn thắng đối đầu: Gamba Osaka +1, Thiên Tân Teda -1.

### Bảng F
| VT | Đội                 | ST | T | H | B | BT | BB | HS | Đ  | Giành quyền tham dự |     | SEO | NAG | AIN | HAN |
| -- | ------------------- | -- | - | - | - | -- | -- | -- | -- | ------------------- | --- | --- | --- | --- | --- |
| 1  | FC Seoul            | 6  | 3 | 2 | 1 | 9  | 4  | +5 | 11 | Vòng 16 đội         |     |     | 0–2 | 3–0 | 3–0 |
| 2  | Nagoya Grampus      | 6  | 3 | 1 | 2 | 9  | 6  | +3 | 10 | Vòng 16 đội         |     | 1–1 |     | 4–0 | 1–0 |
| 3  | Al-Ain              | 6  | 2 | 1 | 3 | 4  | 9  | −5 | 7  |                     |     | 0–1 | 3–1 |     | 1–0 |
| 4  | Hàng Châu Lục Thành | 6  | 1 | 2 | 3 | 3  | 6  | −3 | 5  |                     | 1–1 | 2–0 | 0–0 |     |     |

### Bảng G
| VT | Đội                    | ST | T | H | B | BT | BB | HS  | Đ  | Giành quyền tham dự |     | JEO | CER | SHL | ARE |
| -- | ---------------------- | -- | - | - | - | -- | -- | --- | -- | ------------------- | --- | --- | --- | --- | --- |
| 1  | Jeonbuk Hyundai Motors | 6  | 5 | 0 | 1 | 14 | 2  | +12 | 15 | Vòng 16 đội         |     |     | 1–0 | 1–0 | 6–0 |
| 2  | Cerezo Osaka           | 6  | 4 | 0 | 2 | 11 | 4  | +7  | 12 | Vòng 16 đội         |     | 1–0 |     | 4–0 | 2–1 |
| 3  | Sơn Đông Lỗ Năng       | 6  | 2 | 1 | 3 | 9  | 8  | +1  | 7  |                     |     | 1–2 | 2–0 |     | 5–0 |
| 4  | Arema                  | 6  | 0 | 1 | 5 | 2  | 22 | −20 | 1  |                     | 0–4 | 0–4 | 1–1 |     |     |

### Bảng H
| VT | Đội                     | ST | T | H | B | BT | BB | HS  | Đ  | Giành quyền tham dự |     | SUW | KSH | SYD | SHS |
| -- | ----------------------- | -- | - | - | - | -- | -- | --- | -- | ------------------- | --- | --- | --- | --- | --- |
| 1  | Suwon Samsung Bluewings | 6  | 3 | 3 | 0 | 12 | 3  | +9  | 12 | Vòng 16 đội         |     |     | 1–1 | 3–1 | 4–0 |
| 2  | Kashima Antlers         | 6  | 3 | 3 | 0 | 9  | 3  | +6  | 12 | Vòng 16 đội         |     | 1–1 |     | 2–1 | 2–0 |
| 3  | Sydney FC               | 6  | 1 | 2 | 3 | 6  | 11 | −5  | 5  |                     |     | 0–0 | 0–3 |     | 1–1 |
| 4  | Thân Hoa Thượng Hải     | 6  | 0 | 2 | 4 | 3  | 13 | −10 | 2  |                     | 0–3 | 0–0 | 2–3 |     |     |

1. 1 2  Bằng điểm đối đầu (2). Hiệu số bàn thắng trong tất cả các trận đấu bảng: Suwon Samsung Bluewings +9, Kashima Antlers +6.

## Vòng loại trực tiếp

### Vòng 16 đội
Dựa trên kết quả từ vòng bảng, các trận đấu của vòng 16 đội đã được quyết định như sau: Mỗi trận được thi đấu theo thể thức một lượt, trên sân của đội nhất bảng (Đội 1) đấu với đội nhì bảng khác (Đội 2).
Các trận đấu diễn ra vào ngày 24–25 tháng 5 năm 2011.

| Đội 1                   | Tỉ số | Đội 2           |
| Tây Á                   | Tây Á | Tây Á           |
| ----------------------- | ----- | --------------- |
| Sepahan                 | 3–1   | Bunyodkor       |
| Al-Ittihad              | 3–1   | Al-Hilal        |
| Al-Sadd                 | 1–0   | Al-Shabab       |
| Zob Ahan                | 4–1   | Al-Nassr        |
| Đông Á                  |       |                 |
| Gamba Osaka             | 0–1   | Cerezo Osaka    |
| Jeonbuk Hyundai Motors  | 3–0   | Thiên Tân Teda  |
| FC Seoul                | 3–0   | Kashima Antlers |
| Suwon Samsung Bluewings | 2–0   | Nagoya Grampus  |

### Tứ kết
Lễ bốc thăm vòng tứ kết, bán kết, chung kết diễn ra tại Kuala Lumpur, Malaysia vào ngày 7 tháng 6 năm 2011. 
Các trận lượt đi diễn ra vào ngày 14 tháng 9 năm 2011, và các trận lượt về diễn ra vào ngày 27–28 tháng 9 năm 2011.

| Đội 1                   | TTS | Đội 2                  | Lượt đi | Lượt về    |
| ----------------------- | --- | ---------------------- | ------- | ---------- |
| Cerezo Osaka            | 5–9 | Jeonbuk Hyundai Motors | 4–3     | 1–6        |
| Al-Ittihad              | 3–2 | FC Seoul               | 3–1     | 0–1        |
| Sepahan                 | 2–4 | Al-Sadd                | 0–3[A]  | 2–1        |
| Suwon Samsung Bluewings | 3–2 | Zob Ahan               | 1–1     | 2–1 (h.p.) |

Chú thích
1. ^ Ủy ban kỷ luật AFC đã quyết định xử Al-Sadd thắng Sepahan 3-0 ở trận lượt đi vòng tứ kết sau khi Sepahan bị cáo buộc đưa một cầu thủ không đủ điều kiện vào sân. Trận đấu ban đầu kết thúc với tỉ số 1-0 cho Sepahan.[12]

### Bán kết
Các trận lượt đi diễn ra vào ngày 19 tháng 10 năm 2011, và các trận lượt về diễn ra vào ngày 26 tháng 10 năm 2011.

| Đội 1                   | TTS | Đội 2                  | Lượt đi | Lượt về |
| ----------------------- | --- | ---------------------- | ------- | ------- |
| Suwon Samsung Bluewings | 1–2 | Al-Sadd                | 0–2     | 1–0     |
| Al-Ittihad              | 3–5 | Jeonbuk Hyundai Motors | 2–3     | 1–2     |

### Chung kết
Ở trận chung kết AFC Champions League 2011, một trong hai đội vào chung kết sẽ là đội chủ nhà, được quyết định bằng cách bốc thăm. Thể thức này là một sự thay đổi từ phiên bản 2009 và 2010, trong đó trận chung kết diễn ra trên một sân trung lập.

| Jeonbuk Hyundai Motors                               | 2 – 2 (s.h.p.) | Al-Sadd                                            |
| ---------------------------------------------------- | -------------- | -------------------------------------------------- |
| Eninho 17' · Lee Seung-Hyun 90+2'                    | Report         | Sim Woo-Yeon 30' (l.n.) · Keïta 61'                |
| Loạt sút luân lưu                                    |                |                                                    |
| Eninho · Kim Dong-Chan · Park Won-Jae · Kim Sang-Sik | 2 – 4          | Niang · Al-Haydos · Lee Jung-Soo · Majid · Belhadj |

## Giải thưởng
- Cầu thủ xuất sắc nhất giải:  Lee Dong-Gook (Jeonbuk Hyundai Motors)
- Vua phá lưới:  Lee Dong-Gook (Jeonbuk Hyundai Motors)
- Đội đoạt giải phong cách:  Jeonbuk Hyundai Motors

## Các cầu thủ ghi bàn hàng đầu
Chú thích: Bàn thắng ghi được ở vòng loại không được tính
| Xếp hạng | Cầu thủ           | Câu lạc bộ              | MD1 | MD2 | MD3 | MD4 | MD5 | MD6 | R16 | QF1 | QF2 | SF1 | SF2 | 0 F 0 | Tổng |
| -------- | ----------------- | ----------------------- | --- | --- | --- | --- | --- | --- | --- | --- | --- | --- | --- | ----- | ---- |
| 1        | Lee Dong-Gook     | Jeonbuk Hyundai Motors  |     |     |     | 1   | 2   |     |     | 2   | 4   |     |     |       | 9    |
| 2        | Eninho            | Jeonbuk Hyundai Motors  |     |     |     |     |     |     | 2   |     | 1   | 1   | 2   | 1     | 7    |
| 3        | Ha Tae-Gyun       | Suwon Samsung Bluewings |     | 3   |     |     | 1   | 2   |     |     |     |     |     |       | 6    |
| 4        | Bader Al-Mutawa   | Al-Nassr                | 1   |     |     |     | 2   | 1   | 1   |     |     |     |     |       | 5    |
| 4        | Farhad Majidi     | Esteghlal               | 1   |     | 1   |     | 2   | 1   |     |     |     |     |     |       | 5    |
| 4        | Dejan Damjanović  | FC Seoul                | 1   | 1   |     |     | 2   |     | 1   |     |     |     |     |       | 5    |
| 4        | Ibrahima Touré    | Sepahan                 | 1   | 1   |     |     |     | 2   | 1   |     |     |     |     |       | 5    |
| 8        | Yasser Al-Qahtani | Al-Hilal                |     |     | 1   | 2   |     | 1   |     |     |     |     |     |       | 4    |
| 8        | Abdelmalek Ziaya  | Al-Ittihad              | 2   |     | 1   |     |     |     | 1   |     |     |     |     |       | 4    |
| 8        | Hiroshi Kiyotake  | Cerezo Osaka            |     |     |     |     | 1   | 1   |     | 2   |     |     |     |       | 4    |
| 8        | Takashi Inui      | Cerezo Osaka            |     |     | 1   |     | 2   | 1   |     |     |     |     |     |       | 4    |
| 8        | Rodrigo Pimpão    | Cerezo Osaka            | 2   |     |     |     | 1   | 1   |     |     |     |     |     |       | 4    |
| 8        | Yeom Ki-Hun       | Suwon Samsung Bluewings |     |     | 1   | 1   | 1   |     | 1   |     |     |     |     |       | 4    |
| 8        | Igor Castro       | Zob Ahan                | 1   |     | 1   |     |     |     | 2   |     |     |     |     |       | 4    |
| 8        | Mohammad Ghazi    | Zob Ahan                |     |     |     |     | 1   |     | 1   | 1   | 1   |     |     |       | 4    |